# محمدآباد (گرگان)
روستای محمدآباد گرگان در ۴ کیلومتری شمال شهرستان گرگان استان گلستان و در مسیر جادهٔ آق قلا قرار گرفته است..

## فعالیت‌ها
اهالی روستای محمدآباد در شکل‌گیری حرکت‌های آزادی‌خواهانه و انقلابی در منطقه، نقش مهمی را ایفا کرده‌اند و همواره هزینه‌های آن را نیز پرداخته‌اند که مقاومت یک‌سالهٔ آنان در برابر اصلاحات ارضیِ سال ۱۳۴۲ و شرکت گسترده اهالی در راهپیمایی‌هایی در دوران منجر انقلاب ۱۳۵۷ از این موارد بود.
محمدآباد با تقدیم ۲۲ شهید ۳ آزاده و چندین جانباز در بعد از انقلاب و جنگ ایران و عراق حضور داشته است.
محمدآباد گرگان در طول ۸ سال دفاع مقدس به عنوان روستای نمونهٔ شهرستان گرگان شناخته شده است.

## شخصیت‌های معروف
«صادق مکتبی»، فرمانده تیپ لشکر ۲۵ کربلا

### جمعیت
این روستا در دهستان انجیرآب قرار داشته و براساس سرشماری سال ۱۳۹۵ جمعیت آن ۵۱۹۲ نفر بوده است.